# مثل یک رئیس
مثل یک رئیس (انگلیسی: Like a Boss) یک فیلم کمدی آمریکایی است. کارگردان این فیلم میگل آرتتا است و بازیگرانی چون تیفانی هدیش، رزن بیرن و سلما هایک در آن به ایفای نقش پرداخته‌اند. تاریخ اکران این فیلم ۱۰ ژانویه ۲۰۲۰ است.